# Rhynchophorus
Rhynchophorus, рінхофорус — рід жуків родини Дріофториди, або ж Трубконосики (Dryophthoridae). Представників роду традиційно називають пальмовими довгоносиками, хоча ентомологи дійшли висновку, що ці комахи разом з іншими жуками утворюють окрему родину у надродині довгоносикоподібних. Рінхофоруси є основними шкідниками пальм, головним чином, кокосових у тропіках.

## Зовнішній вигляд
Жуки мають видовжене, дещо сплощене зверху тіло і великі розміри: 20 — 50 мм завдовжки.
Основні ознаки:
- тіло червоно-буре, коричневе або чорне;
- головотрубка пряма або трохи вигнута, розширена у місці прикріплення вусиків;
- ротові органи заглиблені у головотрубку, зовні видно лише вершини мандибул;
- вусики колінчасті, їхній джгутик складається з 4–6 члеників;
- лапки пятичленикові, кігтики не мають зубчиків;

Головотрбука самців, на відміну від самиць, має зверху повздовжну смужку з рудих волосків.

## Спосіб життя
Жуки гризуть листя й стебла пальм. Після парування самиця вигризає у стовбурі отвір, куди відкладає яйце. Личинка, яка вилупилася, заглиблюється у деревину і харчується нею. Наприкінці свого розвитку вона перетворюється на лялечку. Жуки нового покоління виходять назовні. Загалом розвиток від яйця до імаго триває три-чотири місяці.

## Географічне поширення
Види цього роду початково мешкали у межах тропіків Південно-Східної Азії, Океанії, вид Rhynchophorus phoenicis — в тропічній Африці. Розселенню жуків сприяє їх здатність літати. Чимало їх розселюється всередині або на поверхні стовбурів, які впали у воду і дрейфують в океані, поки не натраплять на суходіл.
Починаючи з 1980-х років, декілька видів інтенсивно поширюються через необачну діяльність людини. Так жуки потрапили до Близького Сходу, Північної Африки, Південної Європи, до островів Карибського моря та на Південь США. У 2014 році жуки з'явилися на пальмах чорноморського узбережжя Росії. Найчастіше небажаного для людини розселення зазнає червоний пальмовий рінхофорус Rhynchophorus ferrugineus. Він є єдиним представником роду у Палеарктиці. Зокрема, в Іспанії ця комаха створила загрозу для об'єкта Світової спадщини ЮНЕСКО — Пальмового лісу Ельче.

## Значення у природі та житті людини
Рінхофоруси є важливою ланкою колообігу речовин у природних екосистемах. Вони уражають, головним чином, пальми, тканини яких почали гнити або всихати. Тож, жуки сприяють мінералізації деревини, що гине.
Діяльність комах, особливо, личинок, знижує плодючість і прискорює загибель дерев. Коли чисельність і щільність популяції жуків досить висока, вони завдають економічно відчутної шкоди плантаціям кокосових пальм, а також цукрової тростини і бананів. З огляду на це рінхофорусів віднесено до карантинних шкідників. Карантинні заходи особливо актуальні для країн, що імпортують тропічні плоди, деревину та продукцію з пальмової сировини.
Туземне населення деяких районів Африки та Підненно-Східної Азії вживає личинок рінхофорусів у їжу як джерело харчового білку.

## Класифікація
Описано близько 90 видів рінхофорусів:
|
- Rhynchophorus abbreviata
- Rhynchophorus abbreviatus
- Rhynchophorus analis
- Rhynchophorus apicalis
- Rhynchophorus asperulus
- Rhynchophorus barbirostris
- Rhynchophorus bicolor
- Rhynchophorus bilineatus
- Rhynchophorus bituberculatus
- Rhynchophorus borassi
- Rhynchophorus cafer
- Rhynchophorus caffer
- Rhynchophorus carbonarius
- Rhynchophorus carinatus
- Rhynchophorus carmelita
- Rhynchophorus cicatricosa
- Rhynchophorus cicatricosus
- Rhynchophorus cinctus
- Rhynchophorus cinereus
- Rhynchophorus colossus
- Rhynchophorus cribrarius
- Rhynchophorus cruentatus
- Rhynchophorus crustatus
- Rhynchophorus cycadis
- Rhynchophorus depressus
- Rhynchophorus elegans
- Rhynchophorus erythropterus
- Rhynchophorus fasciatus
- Rhynchophorus ferrugineus
- Rhynchophorus frumenti
- Rhynchophorus funebre
- Rhynchophorus funebris
- Rhynchophorus gagates
- Rhynchophorus gages
- Rhynchophorus germari
- Rhynchophorus gigas
- Rhynchophorus granarius
- Rhynchophorus haemorrhoidalis
- Rhynchophorus immunis
- Rhynchophorus inaequalis
- Rhynchophorus interstitialis
- Rhynchophorus introducens
- Rhynchophorus kaupi
- Rhynchophorus lanuginosus
- Rhynchophorus limbatus
- Rhynchophorus linearis
- Rhynchophorus lobatus
- Rhynchophorus longipes
- Rhynchophorus montrouzieri
- Rhynchophorus niger
- Rhynchophorus nitidipennis
- Rhynchophorus nitidulus
- Rhynchophorus noxius
- Rhynchophorus oryzae
- Rhynchophorus palmarum
- Rhynchophorus patinarum
- Rhynchophorus pertinax
- Rhynchophorus phoenicis
- Rhynchophorus picea
- Rhynchophorus piceus
- Rhynchophorus placidus
- Rhynchophorus politus
- Rhynchophorus praepotens
- Rhynchophorus quadrangulus
- Rhynchophorus quadripunctatus
- Rhynchophorus quadripustulata
- Rhynchophorus quadripustulatus
- Rhynchophorus reaumuri
- Rhynchophorus rectus
- Rhynchophorus rex
- Rhynchophorus rubellus
- Rhynchophorus ruber
- Rhynchophorus rubiginea
- Rhynchophorus rubigineus
- Rhynchophorus rubrocinctus
- Rhynchophorus sanguarius
- Rhynchophorus sanguinolentus
- Rhynchophorus serrirostris
- Rhynchophorus sordidus
- Rhynchophorus striatus
- Rhynchophorus tredecimpunctatus
- Rhynchophorus truncatus
- Rhynchophorus variegatus
- Rhynchophorus velutinus
- Rhynchophorus venatus
- Rhynchophorus vulneratus
- Rhynchophorus zimmermanni